# Ogi (Saga)
Ogi (小城市 Ogi-shi?) es una ciudad en la prefectura de Saga, Japón, localizada en la parte noroeste de la isla de Kyūshū. El 1 de marzo de 2021 tenía una población estimada de 43 787 habitantes y una densidad de población de 457 personas por km².

## Geografía
Ogi se encuentra en la parte central de la prefectura de Saga, al oeste de la ciudad de Saga. El corazón del viejo Ushizu, donde se encuentra el actual ayuntamiento, está a unos 10 km al oeste del centro de Saga. La parte norte de la ciudad es una región montañosa que llega hasta la montaña Tenzan, mientras que el resto consiste en las llanuras de Saga. La parte sur limita con el mar de Ariake.

## Historia
La moderna ciudad de Ogi fue establecida el 3 de marzo de 2005, de la fusión del antiguo pueblo de Ogi, con las localidades de Ashikari, Mikatsuki y Ushizu (todos del distrito de Ogi). El distrito de Ogi se disolvió como resultado de esta fusión.

## Demografía
Según los datos del censo japonés, la población de Ogi ha disminuido en los últimos 20 años.
| Gráfica de evolución demográfica de Ogi entre 1960 y 2015 |
|                                                           |
| Oficina de Estadísticas de Japón                          |